# Macropipus tuberculatus
Macropipus tuberculatus är en kräftdjursart som först beskrevs av Roux 1830.  Macropipus tuberculatus ingår i släktet Macropipus och familjen simkrabbor. Arten har ej påträffats i Sverige. Inga underarter finns listade i Catalogue of Life.

## Bildgalleri

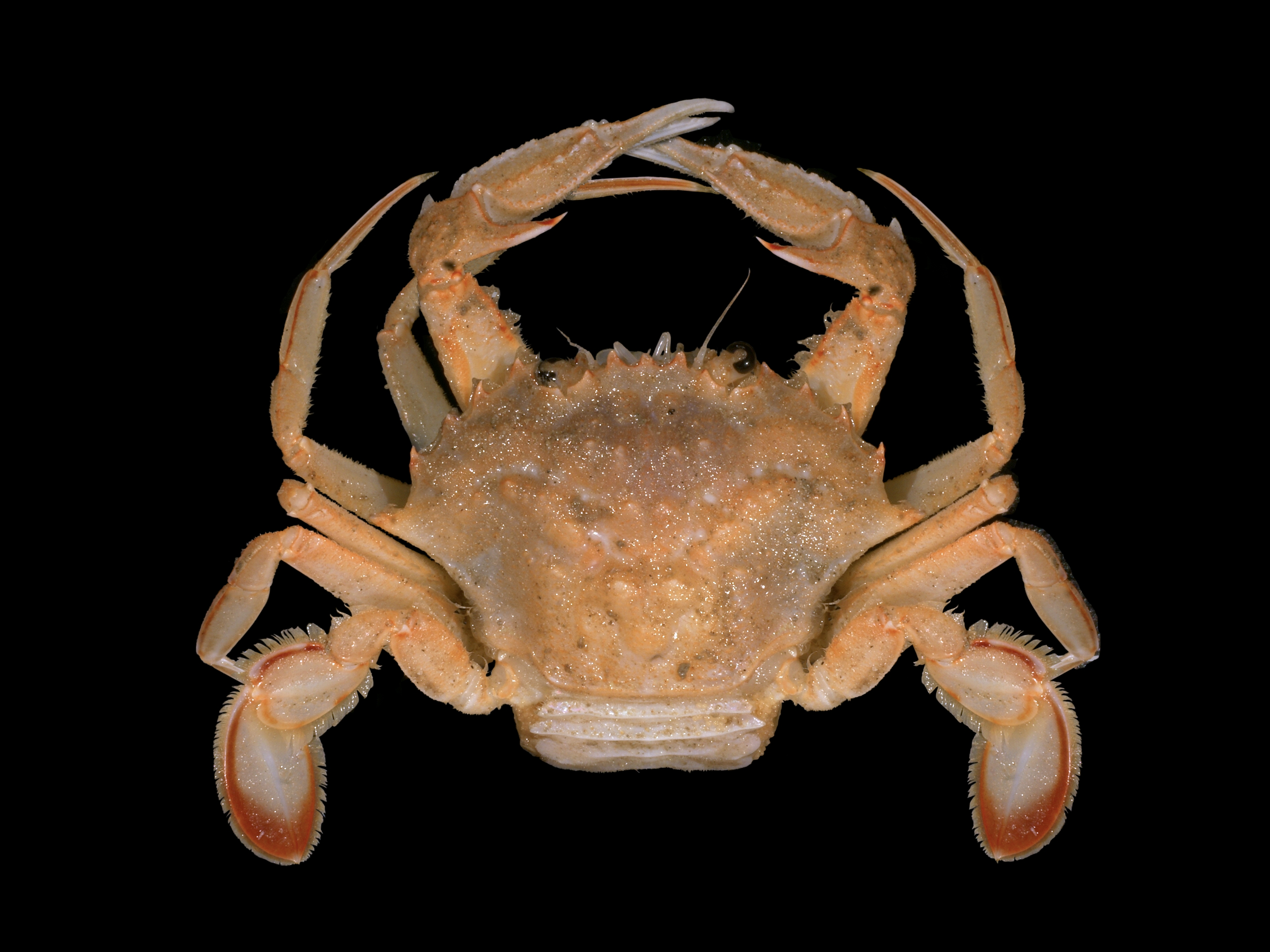
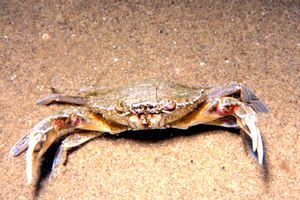